# Fuzzy Duck
Fuzzy Duck war eine englische Rockband aus London, deren Klang stark von der Hammond-Orgel geprägt war.

## Geschichte
Das 1971 erschienene Album Fuzzy Duck war zunächst auf 500 Exemplare limitiert und zählt heute als eines der einflussreichsten Alben im Psychedelic Rock, obwohl großer kommerzieller Erfolg ausblieb. Gegen Ende des Jahres 1971 trennte sich die Band, doch anhaltende Nachfrage führte zu Neuauflagen auf CD von Akarma Records, Repertoire Records, Aftermath Records, Air Mail Archive, Esoteric Recordings und anderen Labels. Grund für die Auflösung waren unter anderem Besetzungswechsel, die sich schon vor Albumveröffentlichung ereignet hatten. Bereits vor der Gründung waren Mitglieder bei Andromeda und Tucky Buzzard aktiv.
Garth Watt-Roy wurde 1972 für den Gesang auf dem Album Speech von Steamhammer engagiert; später spielte und sang er unter anderem mit East of Eden, Bonnie Tyler, und den Q-Tips.

## Stil
Martin Popoff schrieb in seinem Buch The Collector’s Guide of Heavy Metal Volume 1: The Seventies über das Album, das es hierauf ernstere Musik gebe, als es der Bandname und Albumcover vermuten lassen würden. Er bezeichnete die Songs als anspruchsvollen Progressive Rock, der „heavy“ und gitarrengetrieben sei. Charakteristisch sei zudem der Einsatz von Fuzz und einer Hammond-Orgel. Außerdem verarbeite die Gruppe auch Einflüsse aus dem Psychedelic Rock. Die Länge der Songs würde sich meist zwischen fünf und sieben Minuten bewegen und würden wie eine Mischung aus alten Black Sabbath, deutschem Progressive Rock und Rock im Stil von Uriah Heep klingen.

## Diskografie

### Singles
- Double Time Woman (1971)
- Big Brass Band (1971)

### Alben
- Fuzzy Duck (1971)